# Panemunėlis
Panemunėlis is een plaats in het Litouwse district Panevėžys. De plaats telt 287 inwoners (2001).